# Скатерть-самобранка
Ска́терть-самобра́нка (самобранная скатерть, скатерть-хлебосолка) — волшебный предмет, который в любое время и в любом месте может накормить и напоить своего хозяина, достаточно только развернуть её и произнести заветные слова. Волшебная скатерть фигурирует в русских народных, а также во французских и немецких сказках.
Чтобы накрыть на стол, достаточно развернуть скатерть, и она тут же будет уставлена разнообразными яствами. Накормив хозяина, скатерть затем сама убирается и складывается.
В мифологии скатерть-самобранка является принадлежностью страны мёртвых, где еда всегда в изобилии.

## Этимология
Слово «самобранка» состоит из двух частей: сам (сама) и браный (бран) — от глагола брать. Слово браный, в свою очередь, имело в старину несколько значений. Скатерть браная — скатерть, тканая в узор или сделанная из узорчатой ткани. Браной называли узорчатую ткань, в которой нитяная основа перебирается, или берётся, по узору (откуда и название полотна — браное). Нарядные, браные полотна употреблялись в русском быту для изготовления рушников, праздничных скатертей. В русских былинах при описании пиров нередко упоминаются «столы дубовые», покрытые «скатертями браными». Слово «браная» также имело значение — отборная.
Таким образом, скатерть-самобранка — это прежде всего скатерть ручной работы, очень дорогая, тканая особым образом.

## Рекомендуемая литература
- Ушаков Д. Н. Самобранка // Толковый словарь Ушакова. — 1935-1940. // Толковый словарь Ушакова
- Безрукова В. С. Скатерть-самобранка // Основы духовной культуры (энциклопедический словарь педагога).— Екатеринбург. — 2000. // Основы духовной культуры (энциклопедический словарь педагога)
- Скатерть // Толковый словарь живого великорусского языка : в 4 т. / авт.-сост. В. И. Даль. — 2-е изд. — СПб. : Типография М. О. Вольфа, 1880—1882.